# Naka-ku (Sakai)
Naka (中区 Naka-ku?) es un barrio de la ciudad de Sakai, en la prefectura de Osaka, Japón. En julio de 2019 tenía una población estimada de 122.597 habitantes y una densidad de población de 6.857 personas por km². Su área total es de 17,88 km².

## Demografía
Según datos del censo japonés, la población de Naka se ha mantenido estable en los últimos años.
| Año del censo | Población |
| ------------- | --------- |
| 2005          | 119.830   |
| 2010          | 123.532   |
| 2015          | 124.543   |